# São Sebastião do Maranhão
São Sebastião do Maranhão este un oraș în Minas Gerais (MG), Brazilia.